# 이리우다역
이리우다역(일본어: 入生田駅)은 일본 가나가와현 오다와라시에 위치한 하코네 등산 철도 철도선의 역이다. 역 번호는 OH 50이다.

## 역사
- 1935년 10월 1일: 영업 개시.
- 2006년 3월 18일: 본 역에서 발착하는 하코네 등산 철도 소속 차량의 영업 운전이 소멸됨.

## 역 구조
상대식 승강장 2면 2선의 지상역이다.
본 역에 인접하고 하코네 등산 철도의 검차구가 있기 때문에 당역 ~ 하코네유모토 역 구간은 협궤와 표준궤에 의한 삼선 궤조 구간이다. 다만, 1번 선은 검차구와 직결되지 않아 2번 선에만 삼선 궤도이다.
또한, 하코네 등산 철도의 표시 간판이나 팜플렛에서는 각 역의 표고가 제시되어 있고 예전에 66m로 표기되었으나 2013년 재고 조사에서 54m로 정정되었다.

### 타는 곳
| 번호 | 노선             | 방향 | 행선                    | 비고                              |
| ---- | ---------------- | ---- | ----------------------- | --------------------------------- |
| 1    | 하코네 등산 전차 | 하행 | 하코네유모토・고라 방면 | 고라 방면은 하코네유모토에서 환승 |
| 2    | 하코네 등산 전차 | 상행 | 오다와라・신주쿠 방면   | 신주쿠 방면은 오다와라에서 환승   |

## 역 주변
- 국도 제1호선
- 훼미리마트 기무라이리우다점
- 가나가와 현립 생명의 별, 지구 박물관
- 가나가와 현 온천 지학 연구소
- 혼마 요리키 미술관 - 하코네를 대표하는 공예, 쪽매붙임 대표 작품을 전시하고 있다.
- 이시가키 산 일야성 역사 공원

## 인접역
| 하코네 등산 철도 철도선        | 하코네 등산 철도 철도선 | 하코네 등산 철도 철도선      |
| ------------------------------ | ----------------------- | ---------------------------- |
| OH 49 가자마쓰리 오다와라 방면 | ■ 각역정차              | 하코네유모토 OH 51 고라 방면 |